# James Tobin

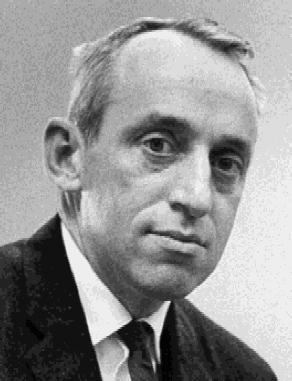
James Tobin (1962)

James Tobin (* 5. März 1918 in Champaign, Illinois; † 11. März 2002 in New Haven, Connecticut) war ein US-amerikanischer Wirtschaftswissenschaftler und ist Träger des Alfred-Nobel-Gedächtnispreises für Wirtschaftswissenschaften des Jahres 1981.

## Leben
Tobin war Sohn einer Sozialarbeiterin und eines Vaters, der Sports Information Director für die University of Illinois wurde. Nach dem Schulabschluss war sein Wunsch ein Studium auf dem Gebiet des Rechts und der Mathematik aufzunehmen. Die Great Depression in den Vereinigten Staaten veranlasste Tobin, sich für Wirtschaft zu interessieren. Nach der Beschäftigung mit der Arbeit von John Maynard Keynes „Allgemeine Theorie der Beschäftigung, des Zinses und des Geldes“ entschied er sich für die Wirtschaftswissenschaften. 1935 erhielt er ein Stipendium für die Harvard University in Cambridge, Massachusetts; 1935 bis 1941 studierte er dort Wirtschaftswissenschaften. Im Jahre 1939 schloss er das Studium mit dem Prädikat „summa cum laude“ ab und verblieb noch zwei weitere Jahre zur Vertiefung in einem Graduierungskurs. 1941 arbeitete er in Washington, D.C. für die US-Regierung (Kabinett Roosevelt), zunächst im Office of Price Administration und dann beim Civilian Supply and War Production Board.
Nach dem Angriff auf Pearl Harbor (7. Dezember 1941) meldete er sich zur US Navy, wo er bis 1946 als Offizier auf einem Zerstörer im Atlantik Militärdienst leistete. Noch im gleichen Jahr kehrte er an die Harvard-Universität zurück. 1947 promovierte er über das Thema Konsumfunktion. Von 1950 bis 1988 war er Wirtschaftsprofessor an der Yale University in New Haven, Connecticut. Hier beschäftigte er sich hauptsächlich mit der Forschung zu Schlüsselfragen der aufkommenden Makroökonomie, vor allem mit der Verbesserung von entsprechenden Makromodellen. Während dieser Zeit war er zunächst von 1955 bis 1961 und nochmals von 1964 bis 1965 Direktor der Cowles Foundation. Für die erbrachten Leistungen wurde ihm die John-Bates-Clark-Medaille verliehen, und 1958 erfolgte seine Wahl in die American Academy of Arts and Sciences.
Von Januar 1961 bis Juli 1962 zählte er zum Council of Economic Advisers, einem Beraterstab des damaligen US-Präsidenten John F. Kennedy. Von 1964 bis 1965 war er Forschungsdirektor der Cowles Foundation.
Tobin war zudem von 1966 bis 1970 Vorsitzender der New Haven City Plan Commission. 1971 stand er der American Economic Association als gewählter Präsident vor. 1959 wurde Tobin in die American Philosophical Society gewählt, 1972 in die National Academy of Sciences und 1984 als korrespondierendes Mitglied in die British Academy.
James Tobin war verheiratet mit Elizabeth Tobin. Sie hatten zusammen vier Kinder: Margaret, Louis, Hugh und Roger.
Am 11. März 2002 verstarb James Tobin in New Haven.

## Werk
Bekannt wurde Tobin durch seine 1972 vorgeschlagene weltweit einheitliche (Lenkungs-)Abgabe auf spekulative internationale Devisentransaktionen, die sogenannte Tobin-Steuer. Er entwickelte zudem ein bekanntes ökonometrisches Modell für zensierte (auch als gestutzt oder trunkiert bezeichnete) Variablen, das Tobit-Modell. Vielfach wird behauptet, dass Tobin dafür war, die Erlöse aus der Erhebung der Tobin-Steuer über die Weltbank Entwicklungsländern zugutekommen zu lassen. In Wahrheit sprach er sich aber lediglich nicht explizit ‚dagegen‘ aus und wies darauf hin, dass dieser Punkt nicht der entscheidende an seinem Steuerkonzept ist.
Seit den 1960er Jahren entwickelte Tobin mit Kollegen Modellierungskonzepte, um das Portfoliomanagement verschiedener Geldanlagen mit unterschiedlicher Verzinsung sowie realwirtschaftliche Variablen konsistent zu modellieren. Darüber sprach er auch in seiner Nobel Memorial Lecture. Sie sind die Basis für die heutigen Stock-Flow Consistent Models.
Mehrfach unterbreitete er Vorschläge zur weltweit einheitlichen Lenkung von spekulativen Devisentransaktionen. Diese Idee der Tobin-Steuer wurde von der Bewegung der Globalisierungskritiker in veränderter Form aufgegriffen. Tobin stand dieser Auslegung äußerst kritisch gegenüber. Im Interview mit dem Nachrichtenmagazin Der Spiegel, veröffentlicht am 3. September 2001, sagte er, er sei „ein Anhänger des Freihandels. Ich befürworte außerdem den Internationalen Währungsfonds, die Weltbank, die Welthandelsorganisation – all das, wogegen diese Bewegung anrennt. Die missbrauchen meinen Namen.“
Den Namen Tobins tragen im Bereich der Kapitalmarkttheorie die Tobin-Separation sowie Tobin’s Q. 1981 erhielt Tobin den Nobelpreis für Wirtschaftswissenschaften für seine Arbeiten auf dem Gebiet der Portfoliotheorie – die Analyse der Finanzmärkte und ihre Beziehungen zu Ausgabeentscheidungen, Beschäftigung, Produktion und Preisen.
Nach dem Tod James Tobins gründete sein ehemaliger Student Prof. David Moss, mit Erlaubnis der Familie Tobin, das Tobin-Projekt. Ziel des Projektes ist die Förderung der Wissenschaft bei der Bearbeitung der drängendsten gesellschaftlichen Probleme, nach strengen akademischen Standards sowie in enger Abstimmung zwischen Öffentlichkeit, Politik und wirtschaftlicher Praxis.